# Piotr Jumszanow
Piotr Pietrowicz Jumszanow (ros. Пётр Петрович Юмшанов; ur. 15 października 1970) – rosyjski zapaśnik walczący w stylu wolnym. Brązowy medalista mistrzostw świata w 1994. Szósty na mistrzostwach Europy w 1993. Pierwszy w Pucharze Świata w 1993 i trzeci w 1992. Akademicki wicemistrz świata w 1996. Czwarty na igrzyskach wojskowych w 1995. Mistrz Rosji w 1992 i 1995; trzeci w 1993, 1994 i 1996 roku.